# Amuro Tsuzuki
Amuro Tsuzuki (都筑 有夢路?, Tsuzuki Amuro; Tokorozawa, 5 aprile 2001) è una surfista giapponese, vincitrice di una medaglia di bronzo ai Giochi olimpici di Tokyo 2020.

## Carriera
Nata a Tokorozawa, all'età di tre anni si trasferisce con la famiglia nella vicina Kugenuma. All'età di undici anni, influenzata dal padre e dal fratello maggiore, inizia a praticare il surf.
Nel 2015 si è classificata terza all'All Japan Classified Surfing Championships e nel 2016 è stata certificata come professionista dalla Japan Professional Surfing Federation. Nel 2019 è diventato un giocatore designato della Japan Surfing Federation e ha vinto il World Junior Championship.
Due anni dopo, nel 2021, è stata ammessa al campionato nazionale e nello stesso anno è stata nominata fra le atlete giapponesi che avrebbero partecipato ai Giochi olimpici di Tokyo 2020, vincendo anche una medaglia di bronzo nel Shortboard.

## Palmarès

### Giochi olimpici estivi
- 1 medaglia
  - 1 bronzo (Tokyo 2020)